# Перрюке, Франко
Франко Перрюке́ (Franco Perruquet; род. 25 декабря 1950, Аоста) — итальянский бобслеист. Участник зимних Олимпийских игр 1976 года, чемпион мира 1975 года.

## Биография
Франко Перрюке́ родился 25 декабря 1950 года в итальянском городе Аоста.
Выступал в соревнованиях по бобслею за «Кристальо» и «Лак Блё». В 1973 году завоевал бронзовые медали чемпионата Италии в соревнованиях двоек и четвёрок.
В 1975 году завоевал золотую медаль на чемпионате мира в Червинии в соревнованиях двоек, выступая вместе с Джорджо Альверой, показав результат 4 минуты 45,38 секунды.
В 1976 году вошёл в состав сборной Италии на зимних Олимпийских играх в Инсбруке. В соревнованиях двоек вместе с Джорджо Альверой заняли 8-е место, показав по сумме четырёх заездов результат 3.47,30 и уступив 2,88 секунды завоевавшим золото Майнхарду Немеру и Бернхарду Гермесхаузену из ГДР.
16 декабря 2019 года награждён золотой медалью Олимпийского комитета Италии.